# 沈文程
沈文程（1954年6月6日—），本名周沈文程，臺灣男演員、主持人及歌手，是金曲獎和金鐘獎的得主，畢業於空軍機械學校（今空軍航空技術學院）。

## 經歷
沈文程出生於臺東縣卑南鄉，母親為魯凱族人。愛唱東洋歌曲的沈父在大南電廠任職期間經常獲得員工歌唱比賽冠軍。沈文程是六個孩子中的長子，最愛在大南溪溪畔幫忙放牛時唱歌。熱愛唱歌的舅舅是音樂的啟蒙，也常收聽收音機播放的台語歌曲。初中畢業後，為減輕家中經濟負擔而報考軍校，因身高而無法成為中華民國空軍飛官。
空軍機械學校（今空軍航空技術學院）常備士官班畢業後，曾於臺中清泉崗機場擔任機械維修員，參與越戰末期美軍戰機修護工作。於臺中水湳機場空軍第二後勤指揮部退役，臨別前的同袍聚餐，上台熱唱兩首英語歌曲而被經理賞識並邀請去上班駐唱，此後轉換跑道進入演藝界。早年在台中市仙堡西餐廳駐唱，演唱西洋歌曲，因為捲髮外型、唱西洋歌曲時別具特色，有「非洲白馬王子」稱號。1982年被愛莉亞唱片董事長蔡振南所挖堀，出版首张专辑《心事谁人知》一炮而红，在未上任何媒體宣傳打歌前就在各大夜市熱賣，《心事誰人知》也成為台語流行歌曲界的國歌，熱銷破百萬張。
1984年再發表《漂泊的𨑨迌人》。是较早期的台语歌手。1987年離開愛莉亞唱片，转战主持界，在三立影视、巨登育樂的錄影秀展现不同才艺並學習詞曲創作。1994年自行製作並發行《来去台东》（主打歌）、《旧情也绵绵》（收錄曲）等百万金曲，轰动至今。其主要单曲有《心事谁人知》（蔡振南作詞作曲）、《来去台东》等。曾經獲得1999年第10屆金曲獎最佳方言男歌手獎。2013年以外景節目《寶島漁很大》獲得第48屆金鐘獎行腳節目主持人獎。
除台語歌曲外，也挑戰國語歌曲及創作。國語歌曲代表作《小河之歌》就是在新北市深坑溪深美橋下釣魚時憶起故鄉大南溪而獲得靈感的詞曲創作作品，並獲音樂人李壽全肯定。

## 家庭
年輕時他曾交往一位參加選美比賽的女友，已論及婚嫁，但女友卻於某日半夜因氣喘過世。豬哥亮曾於訪問沈文程時，提及沈文程是李讀（前彰化縣議員）的女婿。與兩任前妻各有一女一子。
2023年5月3日舉辦記者會，被媒體問及是否被老婆關切這段感情？後坦承其實2000年後就簽字離婚，恢復單身長達20年。

## 音樂作品

### 專輯
| 發行日期      | 專輯名稱             | 唱片公司   | 曲目 |
| ------------- | -------------------- | ---------- | --- |
| 1982年        | 《心事誰人知》       | 愛莉亞唱片 | 曲目 1. 心事誰人知 (1) 2. 但是又何奈 3. 淚灑太陽 4. 阿里巴巴 5. 北國の春 6. 成吉思汗 7. 心事誰人知 (2) 8. 愛你在心口難開 9. 落大雨彼一日 10. 冬天裡一把火 11. 可憐落魄人 12. 雪が降る                                                         |
| 1983年        | 《漂丿的七鼗郎》     | 愛莉亞唱片 | 曲目 1. 漂丿的七鼗郎 (1) 2. 戀歌 3. 黃昏的故鄉 4. 因為我是男性 5. 野玫瑰 6. 可愛的馬 7. 漂丿的七鼗郎 (2) 8. 流浪之歌 9. 男性一生哭三擺 10. 旅途夜風 11. 台北發的尾班車 12. 姑娘我愛你                                                         |
| 1984年        | 《為何心糟糟》       | 愛莉亞唱片 | 曲目 1. 為何心糟糟 (一) 2. 悄悄的走吧(國語) 3. 快樂的炭礦夫 4. 心愛已經要出嫁 5. 夜霧的港口 6. 歌壇新秀(國語) 7. 為何心糟糟 (二) 8. 內山姑娘要出嫁 9. 星星知我心 10. 自從愛上你 11. 長崎蝴蝶姑娘 12. 港邊乾杯                                 |
| 1985年        | 《展笑容》           | 愛莉亞唱片 | 曲目 1. 展笑容 2. 內山姑娘 3. 歌聲戀情 4. 望啊望等啊等 5. 彼個小姑娘 6. 有笑容的目屎 7. 阮真思念你 8. 何時再相會 9. 浪子心聲淚 10. 雨中的約束 11. 快樂的出帆 12. 再會夜港都                                                                   |
| 1985年        | 《不應該》           | 愛莉亞唱片 | 曲目 1. 不應該 2. 補破網 3. 無緣的要出嫁 4. 月娘晚安 5. 懷念的播音員 6. 風淒淒雨綿綿 7. 流星我問你 8. 不瞭解的愛 9. 月夜愁 10. 港口野玫瑰 11. 可憐戀花再會吧 12. 惜別夜港邊                                                                   |
| 1986年        | 《紡見的囡仔》       | 華倫唱片   | 曲目 1. 紡見的囡仔 2. 鄉情 3. 拼呼恁看 4. 男兒的志氣 5. 寂寞月夜 6. 雨霧中行 7. 傷心路 8. 比較呷計較 9. 流浪落魄人 10. 愛情無值錢 11. 面子問題 12. 娶不對人 13. 你最了解我 14. 離鄉的男兒 15. 情海的風波 16. 褨𧙕離                           |
| 1987年        | 《一條手巾仔》       | 華倫唱片   | 曲目 1. 一條手巾仔(vs陳盈潔) 2. 擱等三年 3. 小包公 4. 無伊我不娶 5. 愛某不驚艱苦 6. 離別的誓言 7. 失戀的人 8. 愛你這徹底 9. 慾望 10. 墓仔埔也敢去 11. 一見鍾情 12. 你我的家(國語)                                                             |
| 1989年        | 《相欠債》           | 華倫唱片   | 曲目 1. 相欠債 2. 被單甲枕頭 3. 銅牆鐵壁 4. 夢中相伴 5. 我乾杯你隨意 6. 快樂炭礦夫 7. 免心痛 8. 路灯可比我的心 9. 享受孤單 10. 快樂的計程車 11. 真快樂 12. 流浪之歌                                                                           |
| 1989年        | 《嘜擱想按怎》       | 華倫唱片   | 曲目 1. 嘜擱想按怎 2. 忍著目屎的燒酒 3. 失落的情愛 4. 打拚乎人看 5. 心愛請原諒 6. 奇怪的爸爸 7. 怨嘆那有什路用 8. 父母的話著愛聽 9. 又擱夢到你 10. 黃昏的鵝鑾鼻 11. 哥哥一封信 12. 嘜擱想按怎(卡拉)                                           |
| 1990年        | 《1990台灣人》       | 華倫唱片   | 曲目 1. 1990台灣人 2. 我不是弱者 3. 英雄人物 4. 有心作牛無犁拖 5. 基隆山之戀 6. 男性一生哭三擺 7. 成功不免賺大錢 8. 三杯酒 9. 快樂的肉粽伯 10. 綜藝我和你 11. 台東調 12. 一步若踏錯                                                           |
| 1992年        | 《愛的日記》         | 新台唱片   | 曲目 1. 愛的日記 2. 來去台東 3. 舊情也綿綿(vs張瀛仁) 4. 台北之夜 5. 愛的日記(二胡演奏) 6. 拜託天公祖 7. 愛河夜曲 8. 客家細妹 9. 今夜擱來一杯 10. 傷心的渡口 11. 秋葉流浪兒                                                                    |
| 1994年        | 《雲中月》           | 金燕影視   | 曲目 1. 雲中月(vs陳盈潔) 2. 人生舞台 3. 下南的車班 4. 愛你 5. 最後的酒杯(vs陳盈潔) 6. 等待 7. 吞落腹內 8. 傷心落雨天 9. 冷冷的黃昏 10. 挽回                                                                                                   |
| 1994年        | 《流浪的吉他》       | 鄉城唱片   | 曲目 1. 流浪的吉他 2. 雨綿綿情綿綿(vs曾心梅) 3. 花 4. 日落情歌 5. 月娘在天邊 6. 孤單的心情 7. 紅花夢 8. 無情的風無情的你 9. 等待與期待 10. 歲月                                                                                               |
| 1995年        | 《男兒的心聲》       | 鄉城唱片   | 曲目 1. 男兒的心聲 2. 勉強的笑容 3. 一蕊玫瑰 4. 閃閃天星 5. 請你替阮想 6. 明日又天涯 7. 午夜歌手 8. 10度C 9. 秋風夜曲 10. 豐收歌 11. 年久月深 12. 遙遠回鄉路                                                                                  |
| 1998年        | 《起程》             | 金瓜石唱片 | 曲目 1. 小河之歌 2. 五月十一彼下埔 3. 舊情也綿綿(吳念真口白) 4. 往事 5. 花之戀 6. 來去山頂 7. B B Call 8. 夜空的星星 9. 最後一杯酒 10. 舊情也綿綿(抒情版)                                                                                     |
| 2000年11月8日 | 《沈文程的音樂世界》 | 大信唱片   | |
| 2002年        | 《沈哥出馬》         | 雲豹音樂   | 曲目 1. 廟公的話 2. 來去後山 3. 真慈悲 4. 無奈 5. 大冒險家之歌 6. 藍色圍巾 7. Farway 再見 8. 青春命運 9. 往事隨風 10. 一條情歌 |
| 2006年        | 《尼漾河上的月光》   | 雲豹音樂   | 曲目 1. 尼漾河上的月光 2. 家在山那邊 3. 望月圓 4. 一條情歌 5. 艱苦無人知 6. 心上人在漂泊 7. 我猶原是我 8. 瓦梅娜 My Love 9. 卡布奇諾 10. 小河之歌 11. 冷冷的心上人 12. 男兒的心聲 13. 家在山那邊 (卡拉) 14. 望月圓 (卡拉) 15. 一條情歌 (卡拉) |

### 單曲
- 《第一的台北城》， 馬英九競選第十一任臺北市市長歌曲。
- 《逗陣的好朋友》， 馬英九競選第十一任臺北市市長歌曲。

## 演出作品

### 電影
| 年份 | 片名                   | 飾演     |
| 1982 | 《怒女金剛》           |          |
| 1984 | 《朋友兄弟》           |          |
| 1988 | 《天才小兵》           | 哈魯     |
| 1988 | 《好小子5-萬能運動員》 | 沈得標   |
| 1989 | 《英雄無膽》           |          |
| 1990 | 《鬼出嫁》             | 阿雄     |
| 1995 | 《一九九五年閏八月》   | 護衛警察 |
| 2014 | 《痞子遇到愛》         | 古樂樂   |

### 電視劇
| 年份        | 頻道           | 劇名                           | 飾演           |
|             | 公視           | 人生劇展-《螢火蟲的寓言》      |                |
|             | 中視           | 《台北小倆口》                 | 吳當貴         |
|             | 原住民族電視台 | 《飛鼠與白狼》（製作人兼演員） |                |
| 2010—2011年 | 民視           | 《新兵日記》                   | 吳仁           |
| 2011—2012年 | 三立電視       | 《真愛找麻煩》                 | 部落美食負責人 |

## 主持節目
| 年份                         | 頻道           | 節目名               | 備註                                               |
|                              | 台視           | 《周末滿點秀》       | 與白冰冰主持                                       |
| 1983年5月12日至1983年6月30日 | 華視           | 《百合 印象 鄉下人》 | 與江玲主持，共8集，每集90分鐘                      |
|                              | GTV27          | 《我愛冰冰》         | 與孔鏘、方駿主持                                   |
|                              | 八大第一台     | 《大冒險家》         | 主持至2005年10月13日，2005年10月14日起轉任榮譽顧問 |
| 2005年至2008年               | 八大第一台     | 《愛拼才會贏》       | 與許傑輝主持                                       |
|                              | 原住民族電視台 | 《沈哥！好久不見》     |                                                    |
|                              | 三立台灣台     | 《寶島漁很大》       |                                                    |
| 2019年5月16日至2021年9月12日 | 華視           | 《黃金年代》         | 與王彩樺、許富凱、黃鐙輝 主持                      |
| 2020年                       | 信吉衛星電視台 | 《台灣大歌廳》       | 與曾心梅一同主持                                   |

## 演唱會

### 國際沈文程日 五月十三彼下暗巡迴演唱會
| 日期          | 城市 | 地點               | 備註 |
| ------------- | ---- | ------------------ | ---- |
| 2023年5月13日 | 台中 | 台中中興大學惠蓀堂 |      |
| 2023年6月24日 | 台北 | 台北國際會議中心   |      |
| 2023年12月9日 | 高雄 | 高雄流行音樂中心   |      |
| 2024年5月1日  | 台北 | 台北國際會議中心   |      |

### 2025國際沈文程日 五月十一彼下埔巡迴演唱會
| 日期          | 城市 | 地點               | 備註 |
| ------------- | ---- | ------------------ | ---- |
| 2025年5月10日 | 台北 | 台北國際會議中心   |      |
| 2025年5月11日 | 台中 | 台中中興大學惠蓀堂 |      |

### 2026年國際沈文程日-小琉球情歌演唱會
| 日期          | 城市 | 地點               | 備註 |
| ------------- | ---- | ------------------ | ---- |
| 2026年5月9日  | 台北 | 台北國際會議中心   |      |
| 2026年5月16日 | 台中 | 台中中興大學惠蓀堂 |      |

## 綜藝節目
- 2023年3月18日-4月1日 東森綜合台 花甲少年趣旅行 第三季 嘉義 實境節目成員

## 獎項紀錄

### 金曲獎
| 年份   | 獲提名   | 獎項                            | 結果 |
| ------ | -------- | ------------------------------- | ---- |
| 1999年 | 《起程》 | 第10屆金曲獎 最佳方言男演唱人獎 | 獲獎 |

### 電視金鐘獎
| 年份   | 獲提名                    | 獎項                              | 結果 |
| ------ | ------------------------- | --------------------------------- | ---- |
| 2003年 | 人生劇展-《螢火蟲的寓言》 | 第38屆金鐘獎 單元劇男主角獎       | 提名 |
| 2003年 | 《大冒險家》              | 第38屆金鐘獎 娛樂綜藝節目主持人獎 | 提名 |
| 2008年 | 《愛拼才會贏》            | 第43屆金鐘獎 歌唱綜藝節目主持人獎 | 提名 |
| 2012年 | 《寶島漁很大》            | 第47屆金鐘獎 行腳節目主持人獎     | 提名 |
| 2013年 | 《寶島漁很大》            | 第48屆金鐘獎 行腳節目主持人獎     | 獲獎 |
| 2014年 | 《寶島漁很大》            | 第49屆金鐘獎 行腳節目主持人獎     | 提名 |

## 外部連結
- 沈文程Daiwa七海刀狼酷卡粉絲團的Facebook專頁
- 華文影史庫 沈文程 簡介 （页面存档备份，存于）
- 沈文程在香港影庫上的簡介